# Hutchinson Island South
Hutchinson Island South är en ort (CDP) i St. Lucie County, i delstaten Florida, USA. Enligt United States Census Bureau har orten en folkmängd på 5 201 invånare (2010) och en landarea på 11,1 km².